# British Comedy Awards 2001

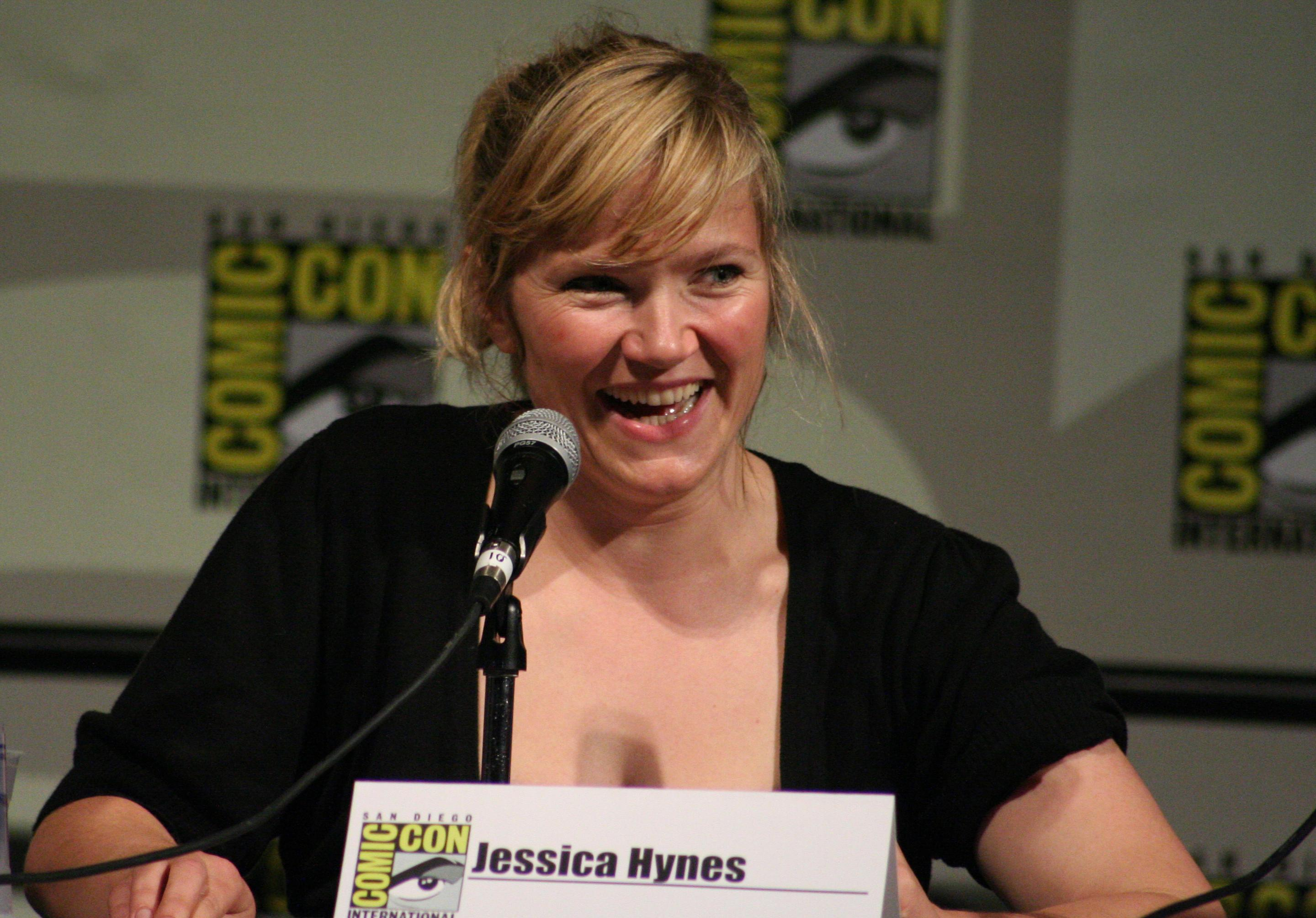
Jessica Stevenson, najlepsza telewizyjna aktorka komediowa

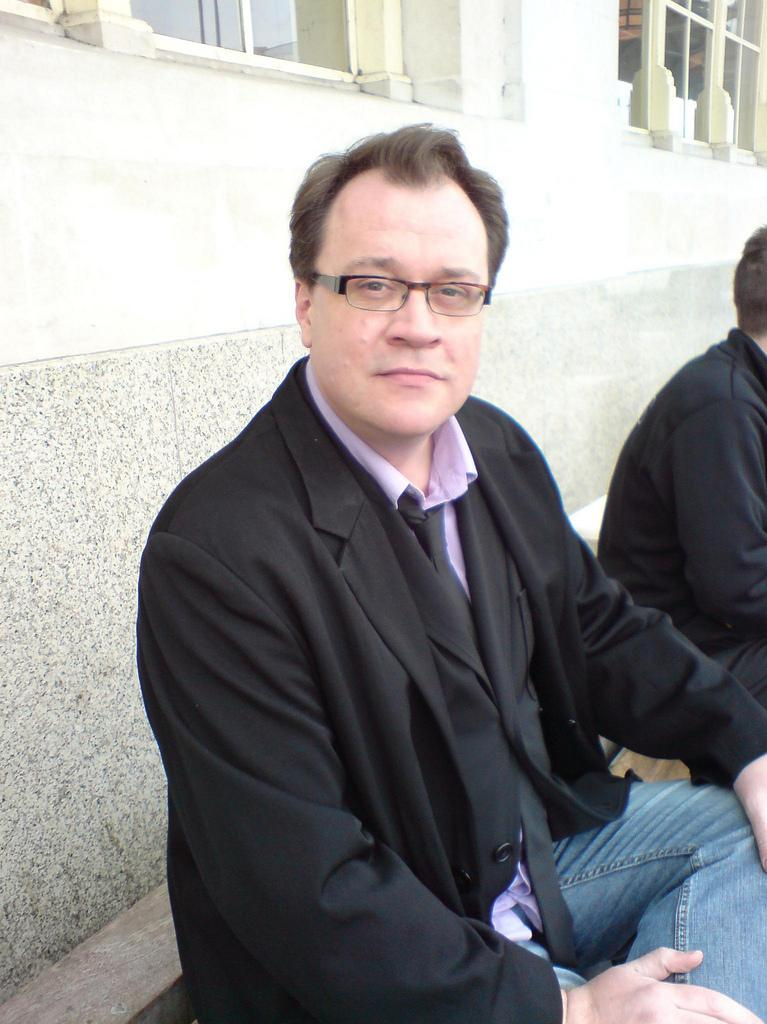
Russell T. Davies, najlepszy scenarzysta komediowy

British Comedy Awards 2001 – dwunasta edycja nagród British Comedy Awards. Ceremonia rozdania nagród odbyła się w grudniu 2001 i po raz kolejny poprowadził ją Jonathan Ross. Za najlepszego aktora komediowego uznany został Rob Brydon, nagrodzony na rolę w serialu Marion and Geoff, którego był też współautorem. W kobiecej kategorii aktorskiej triumfowała Jessica Stevenson, gwiazda serialu Spaced.

## Lista laureatów
- Najlepszy telewizyjny aktor komediowy: Rob Brydon
- Najlepsza telewizyjna aktorka komediowa: Jessica Stevenson
- Najlepsza osobowość w komedii i rozrywce: Frank Skinner
- Najlepszy program komediowo-rozrywkowy: So Graham Norton
- Najlepszy debiut komediowy: Johnny Vegas
- Najlepsza nowa komedia telewizyjna: Biuro
- Najlepsza komedia telewizyjna: Jedną nogą w grobie
- Najlepszy komediodramat: Bob & Rose
- Najlepszy zagraniczny program komediowy: Kroniki Seinfelda
- Najlepsza komedia filmowa: Best in Show
- Najlepsza komedia radiowa: Dead Ringers
- Najlepszy stand-up: Victoria Wood
- Nagroda za całokształt twórczości: David Jason
- Nagroda publiczności: Cold Feet
- Scenarzysta komediowy rok: Russell T. Davies